# Perinoia sondaica
Perinoia sondaica är en insektsart som beskrevs av Jacobi 1921. Perinoia sondaica ingår i släktet Perinoia och familjen spottstritar. Inga underarter finns listade i Catalogue of Life.